# Telmatobius sibiricus
Espèce
Statut de conservation UICN

 EN B1ab(iii) : En danger
Telmatobius sibiricus est une espèce d'amphibiens de la famille des Telmatobiidae.

## Répartition
Cette espèce est endémique de la Serranía de Siberia dans les Andes boliviennes. Elle se rencontre dans les départements de Cochabamba et de Santa Cruz, entre 2 000 et 2 900 m d'altitude.

## Étymologie
Cette espèce est nommée en référence au lieu de sa découverte, la Serranía de Siberia.

## Publication originale
- De la Riva & Harvey, 2003 : A new species of telmatobius from Bolivia and a redescription of t. simonsi Parker, 1940 (amphibia: anura: leptodactylidae). Herpetologica, vol. 59, no 1, p. 127–142.